# Kisrécse
Kisrécse község Zala vármegyében, a Nagykanizsai járásban, a Zalai-dombságban, a Zalaapáti-hát területén.

## Fekvése
Nagykanizsától északkeletre fekszik. Belterületének déli szélén a Zalakomár-Nagykanizsa közti 7511-es út halad el, központján pedig az abból északnak kiágazó 75 159-es út húzódik végig.

## Története
Nevét 1325-ben említette először oklevél Récse birtok határjárásakor, mikor a Récse mellett fekvő Kurász faluról olvashatunk, mely Récse mellett feküdt és határa erre felé elért a baczonagi nemesek földjeiig. A hely a mai Kisrécse vidékén lehetett és eltehetően azonos lehet vele, mert attól északra található ma is Baczonak puszta.
A 14. század eleje körül Baczonaki Nagy György kapta királyi adományba Kurászkápolnairécse birtokot, 1325 körül pedig ennek a keleti felét Baczonaki Dénes fia Mihálynak adta
osztály és rokonság folytán /Dl. 24.895./.
1338-ban Kurászrécséjei Tamás fia Egyed fia Kotormán a Bakonak vize és Kurászrécséje és Récse között fekvő kaszálóját eladta Kanizsai János mesternek, 1370-ben pedig Baczonaki Dénes fia Mihály fia Miklós Kurászkápolnairécsén levő birtokrészét is eladta Kanizsai János fiainak.

## Közélete

### Polgármesterei
- 1990–1994: Millei Vince (független)[3]
- 1994–1998: Milei Vince (független)[4]
- 1998–2002: Milei Vince (független)[5]
- 2002–2006: Milei Vince (független)[6]
- 2006–2010: Tóth Lucia Krisztina (független)[7]
- 2010–2014: Tóth Lucia Krisztina (független)[8]
- 2014–2015: Tóth Lucia Krisztina (független)[9]
- 2016–2019: Tóth Lucia Krisztina (független)[10]
- 2019–2024: Tóth Lucia Krisztina (független)[11]
- 2024– : Tóth Lucia Krisztina (független)[1]

A településen 2016. február 28-án időközi polgármester-választást (és képviselő-testületi választást) tartottak, az előző képviselő-testület önfeloszlatása miatt. A választáson a hivatalban lévő polgármester is elindult, és meg is erősítette pozícióját.

## Népesség
A település népességének változása:
| Lakosok száma | 189  | 176  | 193  | 164  | 173  | 169  | 167  |
|               | 2013 | 2014 | 2015 | 2021 | 2022 | 2023 | 2024 |

A 2011-es népszámlálás idején a nemzetiségi megoszlás a következő volt: magyar 88,6%, cigány 8,57%, német 1,7%. A lakosok 63,5%-a római katolikusnak, 16,5% felekezeten kívülinek vallotta magát (18,2% nem nyilatkozott).
2022-ben a lakosság 87,9%-a vallotta magát magyarnak, 10,4% cigánynak, 5,2% németnek (10,4% nem nyilatkozott; a kettős identitások miatt a végösszeg nagyobb lehet 100%-nál). Vallásuk szerint 41,6% volt római katolikus, 0,6% református, 1,2% egyéb katolikus, 12,7% felekezeten kívüli (43,9% nem válaszolt).

## Nevezetességei
- Kisrécse-Kendlimajor: Nemzetközi Művésztelep
- Kemencés udvar